# Clavicembalo elettrico
Il clavicembalo elettrico (in francese: clavessin électrique o clavecin électrique) è uno strumento musicale ideato nel 1759 dal fisico e matematico francese Jean-Baptiste Thillais Delaborde, e risulta essere il più antico strumento musicale azionato elettricamente ad essere giunto fino ai nostri giorni. Il prototipo di Delaborde è attualmente conservato presso la Biblioteca nazionale di Francia di Parigi.
Il nome clavicembalo è inappropriato per tale strumento, in quanto esso non presenta alcuna analogia con il cordofono barocco, essendo invece molto più prossimo ad un carillon. Tale scelta è stata fatta da Delaborde per conferire maggiore dignità allo strumento, sostenendo la netta superiorità della sua invenzione rispetto ad un carillon.
Come annotava lo stesso Delaborde, il timbro dello strumento assomigliava ad un registro organistico di tremolo.

## Storia dello strumento

### Origini

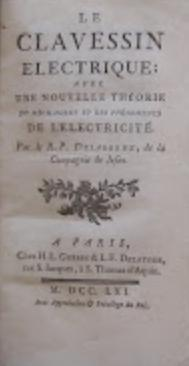
Stampa del testo di Delaborde.

Delaborde descrisse per la prima volta il suo strumento in due lettere nel Journal de Trevoux e successivamente in un'opera dal titolo Le clavessin électrique: avec une nouvelle théorie du méchanisme et des phénomènes de l'électricité (Il clavicembalo elettrico: con una nuova teoria del meccanismo e dei fenomeni dell'elettricità), pubblicata a Parigi presso gli editori Guerin et Delatour nel 1761.
L'autore lo descrive nella seguente maniera:
Lo studio della generazione di suoni per mezzo di fenomeni elettrici iniziò verso gli anni Trenta del XVIII secolo, e il clavicembalo di Delaborde ne divenne uno degli esempi più noti pur venendo anche definito nei decenni successivi alla sua invenzione una "fantasticheria senza utilità" (rêverie sans utilité).

## Struttura e funzionamento

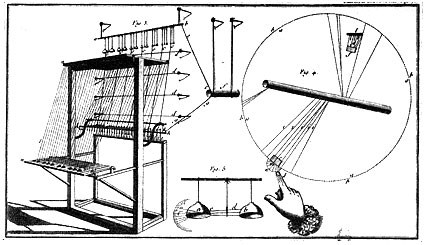
Schema di funzionamento del clavicembalo elettrico (Bakken Library, Minneapolis).

Lo strumento era una sorta di carillon basato su un meccanismo analogo ai moderni campanelli elettrici. Per ogni nota erano presenti due campane unisone, che con il rispettivo battente (uno per ogni coppia di campane) pendevano da delle sbarre di ferro. Tali sbarre erano caricate da un generatore elettrico. Era presente una tastiera, impiegata dal musicista per suonare lo strumento. Ogni tasto era una leva collegata ad un interruttore elettrico. Alla pressione del tasto corrispondente ad una nota, una delle due campane veniva messa a terra ed isolata, scaricandosi. Il battente, per effetto di forze elettriche, oscillava dunque tra la campana carica e quella scarica, percuotendole ed emettendo il suono dello strumento fino a quando il tasto non veniva rilasciato. Avendo un tasto per ogni nota, abbinato ad una campana intonata, era possibile usare lo strumento per suonare musica scritta per strumenti a tastiera, come il clavicembalo o l'organo.

## Analogie con il clavicembalo oculare
Delaborde annota come il pubblico godesse anche di uno spettacolo visivo nelle esecuzioni al buio, grazie alle scintille di dovute alla chiusura dei contatti elettrici, cosicché il suo clavessin diveniva allo stesso tempo acustico e oculare. L'idea del clavicembalo elettrico potrebbe derivare dal clavecin oculaire (in italiano: clavicembalo oculare o clavicembalo a colori) inventato nel 1725 dal gesuita Louis Bertrand Castel.
Molto tempo prima Athanasius Kircher aveva creduto di trovare un'analogia tra i suoni e i colori: questo principio diede origine agli esperimenti circa il clavicembalo di Castel, il quale supponendo che i sette colori del prisma si riferissero esattamente alle sette note musicali, fece corrispondere nel suo strumento musicale il do al blu, il do♯ al celeste, il re al verde, il re♯ al verde oliva, il mi al giallo, il fa all'aurora, il fa♯ all'arancio, il sol al rosso, il sol♯ al cremisi, il la al viola, il la♯ all'indaco e il si al blu iris. L'ottava riproponeva la stessa gamma di colori ma con una tonalità più chiara. I colori erano distribuiti secondo una certa gradazione fra i tasti dello strumento, cosicché ogni tasto produceva con la percussione un colore, secondo i principi stabiliti dallo stesso Castel. Lo scopo era quello di preparare l'occhio alla sensazione piacevole che fanno sull'orecchio la melodia e l'armonia degli accordi.